# Pterolophia basilewskyi
Pterolophia basilewskyi är en skalbaggsart som beskrevs av Stefan von Breuning 1968. Pterolophia basilewskyi ingår i släktet Pterolophia och familjen långhorningar. Inga underarter finns listade i Catalogue of Life.